# Stanislav Bendl
Stanislav Bendl (* 25. dubna 1965, Praha) je český pedagog a vysokoškolský profesor. Zabývá se především sociální pedagogikou, teorií výchovy a pedeutologií. K jeho hlavním tématům patří problematika kázně a autority ve výchově. Věnuje se též otázkám pedagogické praxe a koncepci učitelského vzdělávání. Je autorem četných publikací o školní kázni.

## Profesní životopis
Na Pedagogické fakultě Univerzity Karlovy v Praze složil v roce 1991 státní rigorózní zkoušku a v roce 1999 absolvoval doktorské studium v oboru pedagogika. Docentem pedagogiky byl na této škole jmenován k 1. květnu 2004. Dne 26. listopadu 2013 byl na návrh vědecké rady Univerzity Konštantína Filozofa v Nitře jmenován profesorem pedagogiky.
Pedagogické působení zahájil Stanislav Bendl v roce 1988 jako učitel na základní škole, od roku 1994 působí na katedře pedagogiky Pedagogické fakulty Univerzity Karlovy v Praze, nejprve jako interní doktorand, později jako odborný asistent, docent a profesor. Od roku 2005 je vedoucím katedry pedagogiky a od roku 2006 též členem vědecké rady fakulty. Přednáší zejména předměty sociální pedagogika, sociální deviace, poruchy chování a autorita ve výchově.

## Přínos pro rozvoj sociální pedagogiky
Stanislav Bendl rozšířil pedagogickou teorii i praxi především v souvislosti s interpretací pojmu kázeň. Významné bylo zejména nastolení nového náhledu na problematiku kázně, a do značné míry i autority, v období transformace a společenských proměn po roce 1989, tj. zásadní přínos k rehabilitaci fenoménu kázně – nové pojetí a prezentace kázně jako jednoho z pilířů školního života, podmínky efektivního vyučování i učení a v neposlední řadě předpokladu bezpečného školního vyučování (ochrana žáků i učitelů). Toto pojetí kázně oslovilo podstatnou část odborné komunity i širokou pedagogickou veřejnost, neboť reagovalo na relativizaci některých součástí výchovy, ke které přirozeně došlo postupnou liberalizací výchovy i celé společnosti. Svým odborným působením Stanislav Bendl významně přispěl ke konstituování pražské školy sociální pedagogiky, což je neformální uskupení pedagogů a dalších odborníků, kteří se hlásí k antropologickému paradigmatu v sociální pedagogice, přičemž jeho teoretický základ dále rozvíjejí.

## Charakteristika odborné a publikační činnosti
Problematika školní kázně a autority učitele je dominantním tématem v Bendlových publikacích vědeckého, didaktického i popularizačního typu. Na prvním místě je třeba zmínit tři vědecké monografie zaměřené na tuto oblast: Školní kázeň: Metody a strategie (2001), Prevence a řešení šikany ve škole (2003) a Kázeňské problémy ve škole (2004). Předmětná problematika zahrnuje i otázky, které se staly námětem četných studií, osvětových článků a učebních textů – mezi tyto otázky patří např. problematika školních řádů, tělesných trestů, spolupráce školy a rodiny aj. Významné je i publikování příspěvků, jež připomínají a aktualizují přínosy a myšlenky velkých pedagogických teoretiků a praktiků, např. A. S. Makarenka. V publikačních výstupech tohoto hlavního tematického okruhu se odráží i určitý myšlenkový vývoj autora, který předznamenává stále významnější orientaci na fenomén autority učitele.
Pedeutologie představuje, vedle sociální pedagogiky, stěžejní obor, do kterého tematicky zapadají četné výzkumné studie, didaktické texty i populární články. Projevuje se v nich úzká provázanost jak se sociálněpedagogickou problematikou (řešení nekázně žáků, autorita učitele, profesní dovednosti učitele), tak s oblastí pedagogické praxeologie. V novější publikační činnosti se odráží také systematický zájem o kvalitu pregraduální přípravy budoucích učitelů, který dokládají např. publikace empirického šetření postojů ke strukturovanému studiu učitelství a několik článků věnovaných dopadu Boloňského procesu na učitelská studia.

## Další odborné aktivity
Stanislav Bendl je členem řady domácích i zahraničních odborných společností (např. České asociace pedagogického výzkumu, České pedagogické společnosti, Asociace slovanských profesorů aj.) a redakčních rad několika vědeckých časopisů (např. Sociální pedagogika, Speciální pedagogika, Studia z Teorii Wychowania, Studia Edukacyjne). Významně se podílí na organizaci vědeckého života v České republice, věnuje se expertní činnosti, zasedá ve vědeckých výborech konferencí. Z hlediska popularizace a osvěty je podstatná jeho účast na veřejné diskusi o školské problematice, poskytování četných rozhovorů pro tištěná i elektronická média a přednášky pro učitelskou i laickou veřejnost.

## Výběr z díla
- BENDL, S. Školní kázeň: metody a strategie. Praha : ISV, 2001. ISBN 80-85866-80-3.
- BENDL, S. Prevence a řešení šikany ve škole. Praha : ISV, 2003. ISBN 80-86642-08-9.
- BENDL, S. Jak předcházet nekázni aneb kázeňské prostředky. Praha : ISV, 2004. ISBN 80-86642-14-3.
- BENDL, S. Neukázněný žák: Cesta institucionální pomoci. Praha : ISV, 2004. ISBN 80-86642-36-4.
- BENDL, S. Ukázněná třída aneb Kázeňské minimum pro učitele. Praha : Triton, 2005. ISBN 80-7254-624-4.
- BENDL, S. Kázeňské problémy ve škole. Aktualizované a doplněné vydání. Praha : TRITON, 2011. ISBN 978-80-7387-436-0.
- BENDL, S. Školní kázeň v teorii a praxi. Učebnice pro studenty učitelství. Praha : Triton, 2011. ISBN 978-80-7387-432-2.
- BENDL, S. a kol. Klinická škola: místo pro výzkum a praktickou přípravu budoucích učitelů. Praha : Univerzita Karlova v Praze, Pedagogická fakulta, 2011. ISBN 978-80-7290-517-1.